# Griedelbach
Griedelbach ist ein Ortsteil der mittelhessischen Gemeinde Waldsolms im südlichen Lahn-Dill-Kreis.

## Geografie
Das Dorf liegt im östlichen Hintertaunus (Wetzlarer Hintertaunus) auf einem Plateau oberhalb des Solmsbachtals. Im Norden befindet sich der 425 Meter hohe Köhlerberg, im Süden die Bodenroder Kuppen. Griedelbach gehört zum Naturpark Taunus. Nachbarorte sind Brandoberndorf (südwestlich), Oberwetz (nördlich) und Cleeberg (östlich).

## Geschichte

### Ortsgeschichte

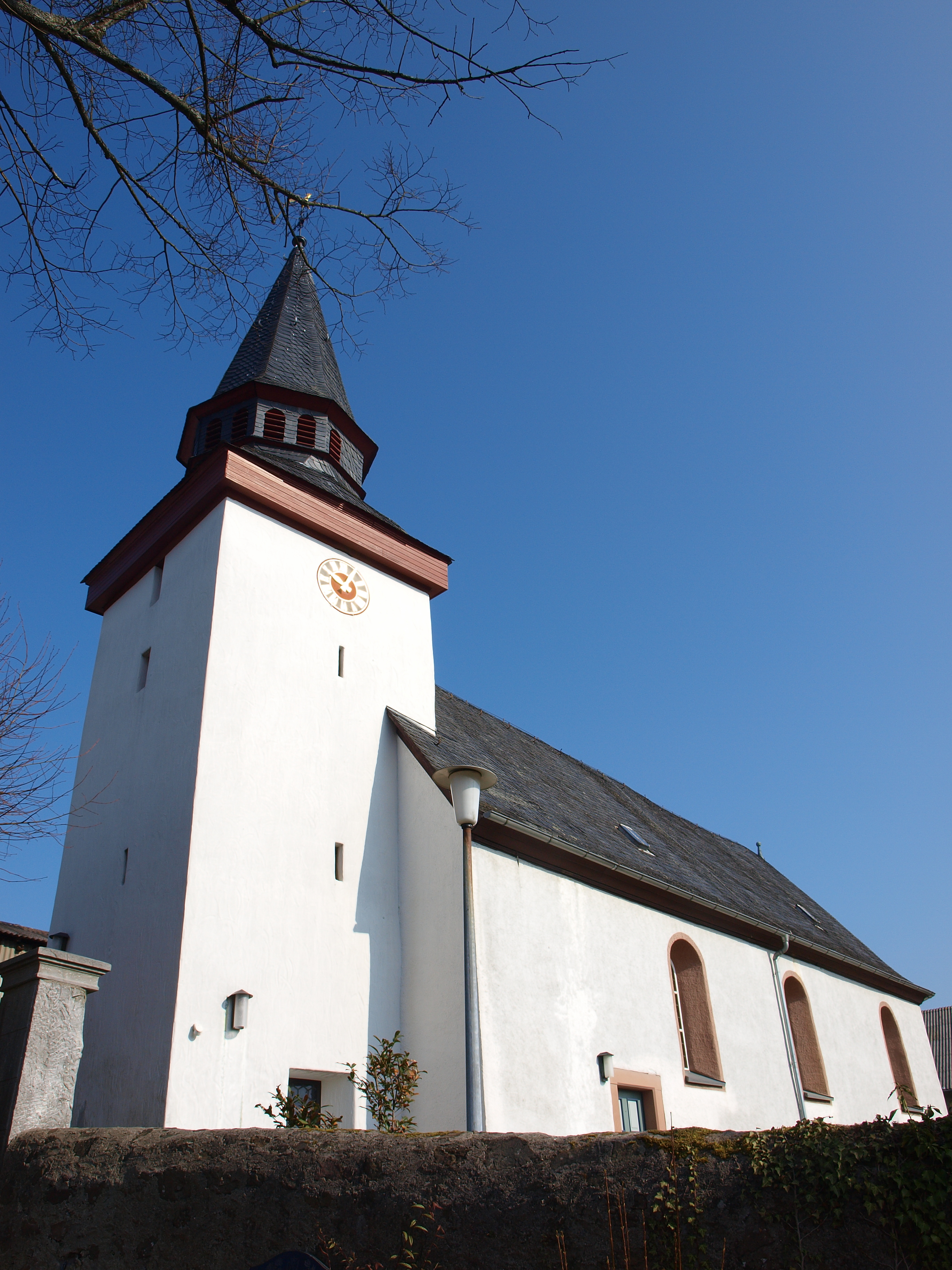
Evangelische Kirche Griedelbach

Hügelgräber in der Umgebung lassen eine frühe Besiedelung vermuten.
Die Ortschaft wurde soweit bekannt erstmals im Jahr 1258 schriftlich erwähnt. Am 26. November 1333 erfolgt eine urkundliche Erwähnung von Griedelbach in einem gerichtlichen Vergleich zweier Adeligen mit der Stadt Wetzlar. Griedelbach gehörte zum Quembacher Gericht, das im 15. Jahrhundert in den Besitz der Grafen von Solms kam. Der Ort wurde durch das Amt Braunfels verwaltet. Vermutlich bildete das Dorf kirchlich eine eigene Pfarrei, die nach der Reformation allerdings aufgelöst und eine Filiale von Oberwetz wurde.
Brände in den Jahren 1802 und 1830 vernichteten einen Großteil der Häuser im Ort und mit ihnen zahlreiche Dokumente. Nachdem die Bewohner zunächst in Nachbardörfern untergekommen waren, wurde der Ort teilweise wieder aufgebaut.
Zu Beginn des 19. Jahrhunderts wurde Griedelbach preußisch und war der Bürgermeisterei in Braunfels zugeordnet. Im Jahr 1841 kam es zur Bürgermeisterei Schöffengrund.
Der Heimatforschungsverein, die Arbeitsgemeinschaft „Griedelbacher Spuren“ richtete das Gemeindefest 2008 zum 750-jährigen Bestehen aus.
Hessische Gebietsreform (1970–1977)
Im Zuge der Gebietsreform in Hessen fusionierten zum 31. Dezember 1971 die bis dahin selbständigen Gemeinden Brandoberndorf, Griedelbach, Hasselborn, Kraftsolms, Kröffelbach und Weiperfelden freiwillig zur neuen Großgemeinde Waldsolms. Für die ehemals eigenständigen Gemeinden von Waldsolms wurde je ein Ortsbezirk gebildet.

### Verwaltungsgeschichte im Überblick
Die folgende Liste zeigt die Staaten und Verwaltungseinheiten, denen Griedelbach angehört(e):
- vor 1806: Heiliges Römisches Reich, Fürstentum Solms-Braunfels, Anteil der Grafschaft Solms, Amt Braunfels
- ab 1806: Herzogtum Nassau,[Anm. 2] Amt Braunfels[Anm. 3]
- ab 1816: Königreich Preußen,[Anm. 4] Provinz Großherzogtum Niederrhein, Regierungsbezirk Koblenz, Kreis Braunfels[7]
- ab 1822: Königreich Preußen, Rheinprovinz, Regierungsbezirk Koblenz, Kreis Wetzlar[Anm. 5]
- ab 1866: Norddeutscher Bund, Königreich Preußen, Rheinprovinz, Regierungsbezirk Koblenz, Kreis Wetzlar
- ab 1871: Deutsches Reich, Königreich Preußen, Rheinprovinz, Regierungsbezirk Koblenz, Kreis Wetzlar
- ab 1918: Deutsches Reich, Freistaat Preußen, Rheinprovinz, Regierungsbezirk Koblenz, Kreis Wetzlar
- ab 1932: Deutsches Reich, Freistaat Preußen, Provinz Hessen-Nassau, Regierungsbezirk Wiesbaden, Landkreis Wetzlar
- ab 1944: Deutsches Reich, Freistaat Preußen, Provinz Nassau, Landkreis Wetzlar
- ab 1945: Deutsches Reich, Amerikanische Besatzungszone,[Anm. 6] Groß-Hessen, Regierungsbezirk Wiesbaden, Landkreis Wetzlar
- ab 1946: Deutsches Reich, Amerikanische Besatzungszone, Hessen, Regierungsbezirk Wiesbaden, Landkreis Wetzlar
- ab 1949: Bundesrepublik Deutschland, Hessen, Regierungsbezirk Wiesbaden, Landkreis Wetzlar
- ab 1968: Bundesrepublik Deutschland, Hessen, Regierungsbezirk Darmstadt, Landkreis Wetzlar
- ab 1972: Bundesrepublik Deutschland, Land Hessen, Regierungsbezirk Darmstadt, Kreis Wetzlar, Gemeinde Waldsolms
- ab 1977: Bundesrepublik Deutschland, Land Hessen, Regierungsbezirk Darmstadt, Lahn-Dill-Kreis, Gemeinde Waldsolms
- ab 1981: Bundesrepublik Deutschland, Land Hessen, Regierungsbezirk Gießen, Lahn-Dill-Kreis, Gemeinde Waldsolms

## Bevölkerung

### Einwohnerstruktur 2011
Nach den Erhebungen des Zensus 2011 lebten am Stichtag dem 9. Mai 2011 in Griedelbach 699 Einwohner. Darunter waren 18 (2,6 %) Ausländer.
Nach dem Lebensalter waren 126 Einwohner unter 18 Jahren, 300 zwischen 18 und 49, 165 zwischen 50 und 64 und 108 Einwohner waren älter.
Die Einwohner lebten in 294 Haushalten. Davon waren 78 Singlehaushalte, 87 Paare ohne Kinder und 111 Paare mit Kindern, sowie 18 Alleinerziehende und 3 Wohngemeinschaften. In 48 Haushalten lebten ausschließlich Senioren und in 210 Haushaltungen lebten keine Senioren.

### Einwohnerentwicklung
| Griedelbach: Einwohnerzahlen von 1834 bis 2011 | Griedelbach: Einwohnerzahlen von 1834 bis 2011 | Griedelbach: Einwohnerzahlen von 1834 bis 2011 | Griedelbach: Einwohnerzahlen von 1834 bis 2011 | Griedelbach: Einwohnerzahlen von 1834 bis 2011 |
| --- | ---------------------------------------------- | ---------------------------------------------- | ---------------------------------------------- | ---------------------------------------------- |
| Jahr |                                                |                                                |                                                | Einwohner                                      |
| 1834 | 1834                                           |                                                | 256                                            | 256                                            |
| 1840 | 1840                                           |                                                | 269                                            | 269                                            |
| 1846 | 1846                                           |                                                | 272                                            | 272                                            |
| 1852 | 1852                                           |                                                | 273                                            | 273                                            |
| 1858 | 1858                                           |                                                | 290                                            | 290                                            |
| 1864 | 1864                                           |                                                | 297                                            | 297                                            |
| 1871 | 1871                                           |                                                | 296                                            | 296                                            |
| 1875 | 1875                                           |                                                | 292                                            | 292                                            |
| 1885 | 1885                                           |                                                | 280                                            | 280                                            |
| 1895 | 1895                                           |                                                | 271                                            | 271                                            |
| 1905 | 1905                                           |                                                | 270                                            | 270                                            |
| 1910 | 1910                                           |                                                | 285                                            | 285                                            |
| 1925 | 1925                                           |                                                | 298                                            | 298                                            |
| 1939 | 1939                                           |                                                | 330                                            | 330                                            |
| 1946 | 1946                                           |                                                | 475                                            | 475                                            |
| 1950 | 1950                                           |                                                | 493                                            | 493                                            |
| 1956 | 1956                                           |                                                | 474                                            | 474                                            |
| 1961 | 1961                                           |                                                | 506                                            | 506                                            |
| 1967 | 1967                                           |                                                | 501                                            | 501                                            |
| 1970 | 1970                                           |                                                | 499                                            | 499                                            |
| 1980 | 1980                                           |                                                | ?                                              | ?                                              |
| 1990 | 1990                                           |                                                | ?                                              | ?                                              |
| 2000 | 2000                                           |                                                | ?                                              | ?                                              |
| 2011 | 2011                                           |                                                | 699                                            | 699                                            |
| Datenquelle: Historisches Gemeindeverzeichnis für Hessen: Die Bevölkerung der Gemeinden 1834 bis 1967. Wiesbaden: Hessisches Statistisches Landesamt, 1968. Weitere Quellen: LAGIS; Zensus 2011 |                                                |                                                |                                                |                                                |

### Historische Religionszugehörigkeit
| • 1834: | 248 evangelische, 11 jüdische Einwohner                            |
| • 1961: | 424 evangelische (= 83,79 %), 72 katholische (= 14,23 %) Einwohner |

## Politik
Für Griedelbach besteht ein Ortsbezirk (Gebiete der ehemaligen Gemeinde Griedelbach) mit Ortsbeirat und Ortsvorsteher nach der Hessischen Gemeindeordnung.
Der Ortsbeirat besteht aus fünf Mitgliedern. Bei den Kommunalwahlen in Hessen 2021 betrug die Wahlbeteiligung zum Ortsbeirat 58,32 %. Dabei wurden gewählt: drei Mitglieder der SPD und je ein Mitglied der CDU und der „Freien Wählergemeinschaft“ (FWG). Der Ortsbeirat wählte Jörg Diehl (SPD) zum Ortsvorsteher.

## Sehenswürdigkeiten und Kultur

### Vereine
Es bestehen neben der Freiwilligen Feuerwehr Griedelbach und dem Sportverein Griedelbach auch ein Frauenchor und der Gesangverein „Germania Griedelbach“.

### Kulturdenkmäler
Siehe Liste der Kulturdenkmäler in Waldsolms-Griedelbach